# Syringpora
Syringpora är ett fossilt släkte av tabulater, förekommande med ett antal arter på Gotland under silur.
Släktet kännetecknas av att skelettet av kolonin, med en diameter på omkring 5 centimeter består av knotiga rör som sitter glst, endast förbundna med tvägående rörformiga grenar.